# Centrale hydroélectrique de Myllykoski

La centrale hydroélectrique de Myllykoski (finnois : Myllykosken voimalaitos) est une centrale hydroélectrique située dans le quartier Myllykoski d'Anjalankoski à Kouvola en Finlande,,.

## Caractéristiques
La hauteur de chute de la centrale de Myllykoski est de 7 mètres. 
Le débit moyen est de 110 m³/s.
Les machines de l'ancienne centrale électrique construite en 1929 ont été rénovées et la turbine Francis a été remplacée.
La puissance de la centrale est de 30 MW.